# Студентський корпус
«Студентський корпус» (іноді «Тіло студента», англ. Student Body) — американський фільм жахів, трилер 2022 року, знятий режисеркою-дебютантом Лі Енн Курр за власним сценарієм. Продюсери фільму: Рейчел Лю, Сандра Левітон і Лі Енн Курр. Компанія 1091 Pictures випустила фільм 8 лютого 2022 року на VOD.
Коли викладач старшої школи переступає межу у стосунках з ученицею, дві подруги намагаються йому помститися, але справа заходить надто далеко. У назві використана гра слів: Student Body може означати і «весь студентський (учнівський) колектив навчального закладу», і «тіло студента».

## Акторський склад
- Джейн Шиплі — Монтсе Ернандес[4]
- Мерріт Сінклер — Шаєн Гейнс
- містер Ауншпах — Крістіан Камарго
- Елліс Азад — Ентоні Кейван
- Ерік Френч — Остін Зажур
- Надя Паркер — Гарлі Квін Сміт

## Виробництво
Трейлер фільму вийшов 11 січня 2022 року. Обмежений прокат фільму і реліз на цифрових носіях відбувся 8 лютого 2022 року.

## Сприйняття
На сайті Rotten Tomatoes фільм здобув рейтинг 43 % за результатами 7 рецензій та оцінку 5,3/10